# Političko komuniciranje
Političko komuniciranje kao fenomen prisutno je kroz povijest civilizacije od najranijih dana organiziranoga kolektivnog čovjekova života kao «zoon politicona». Vremenom razvojem novih komunikacijskih kanala mijenjalo se i samo političko komuniciranje. Pojamu se u definiranju pristupa na različite načine s obzirom na politički susutav, političke i znanstvene poglede pojedinih autora koje istražuju ovaj politički i komunikacijski fenomen.

## Definicije političkog komuniciranja
Američki znanstvenici R. Denton i G. Woodward definiraju političko komuniciranje kao “javnu raspravu o određivanju izvora javnosti (prihodi), službeni autoritet (kome su date ovlasti da napravi legalne, zakonodavne i izvršne odluke) i službene sankcije (što država nagrađuje ili kažnjava)”. Profesor B. McNair sa sveučilišta u Stirlingu ukazuje da se političko komuniciranje odnosi na “svrhovitu komunikaciju u politici”. C. A. Smith ističe da “politička komunikacija nije samo vladina komunikacija. Kada gledate vijesti, čitate političku naljepnicu na automobilu, smijete se političkoj šali, razmatrate sukobljene političke stavove ili izjavite nešto da nije pravo, vi se uključujete u političku komunikaciju”. Prvo morate razumjeti prirodu ljudske komunikacije. Samo se tada možete, prema Smithu, znalački okrenuti uporabi komunikacije u političkoj aktivnosti. Profesor komunikacija na sveučilištu u Sjevernoj Karolini Murray J. Edelman shvaća političko komuniciranje kao spektakl, te kao svjesnu ili podsvjesnu konstrukciju “imidža”, problema i suprotstavljanja. U Edelmanovoj knjizi Konstrukcija političkog spektakla spektakl je “neprekinuto izvješćivanje o novostima, stalno konstruiranje i rekonstruiranje društvenih problema, kriza, neprijatelja i vođa i time stvaranje uzastopnog niza prijetnji i nada”. 
R. M. Perloff, profesor komunikacija sa Sveučilišta Cleveland političku komunikaciju definirana kao proces pomoću kojeg nacionalno vodstvo, mediji i građani izmjenjuju i daju poruke koje se odnose na provedbu javne politike. U Političkom marketingu Z. Slavujević navodi da “političko komuniciranje čine procesi razmjene različitih političkih sadržaja u trokutu: vlast – mediji - javno mišljenje, odnosno između tri skupine aktera: političara, novinara i građana. Ono predstavlja najopćiji pojam jer obuhvaća sve vidove komuniciranja bez obzira na oblik vlasti i društvene i političke uvjete u kojima se odvija razmjena političkih sadržaja, bez obzira na oblike u kojima se pojavljuju sadržaji i sredstva koja se tom prigodom koriste”. 
Za profesora Z. Tomića sa Sveučilišta u Mostaru "politička komunikacija je međusobni/interaktivni proces razmjene političkih sadržaja između različitih političkih aktera, za/u vrijeme političkog (izbornog) mandata ili izbora, putem komunikacijskih kanala (medija), a u svrhu postizanja određenih učinaka. Ovakvu definiciju Tomić raščlanjuje na sljedeći način: Politička komunikacija je: 1. međusobni/interaktivni (dvosmjerna komunikacija, “feedback”) proces; 2.  razmjena političkih sadržaja (programa, odluka, zakona, ideja, stavova, interesa itd.); 3. između različitih političkih aktera (građana, vlada, političkih stranaka, javnih i međunarodnih organizacija, skupina za pritisak, terorističkih organizacija, društvenih i revolucionarnih pokreta i dr.); 4. za/u vrijeme političkog (izbornog) mandata, (izbora, mira, stabilnosti, kriza, rata, faze konstituiranja poslijeratne države itd.); 5. putem komunikacijskih kanala (radija, televizije, tiska, osobnih kontakata, plakata, interneta i dr.); 6. a u svrhu postizanja određenih učinaka (povjerenja, naklonosti, ponašanja, djelovanja, potpore, “imidža”, ponovnog izbora itd.)”.

## Akteri političke komunikacije
Političko djelovanje koncipira se i ostvaruje kroz aktere (elemente) političke komunikacije. U aktere političke komunikacije B. McNair ubraja:
1. političke organizacije (političke stranke, javne organizacije, skupine za pritisak, terorističke organizacije, vlade i dr.)
2. medije
3. građane